# Hyposmocoma subcitrella
Hyposmocoma subcitrella — вид моли эндемичного гавайского рода Hyposmocoma.

## Распространение
Встречается на острове Кауаи в регионе Кахолуамано.

## Гусеница
Гусеница H. subcitrella питается лишайником и корой Cheirodendron и Metrosideros. Кокон покрыт включениями помёта гусеницы и имеет чёрные полосы, особенно вдоль нижнего края. По центру расширен, к краям сужается.